# Chris Smeenk
Chris Smeenk (Zevenaar, 10 december 1880 - Arnhem, 17 juli 1964) was een antirevolutionaire politicus en vakbondsman. 
Voorman van de christelijke vakbond Patrimonium die in de Tweede Kamer gold als typische vertegenwoordiger van de gereformeerde Kleyne luyden. Bekwaamde zich door zelfstudie in staatsinrichting en economie. Begon zijn loopbaan als twaalfjarige bij de griffie van een kantongerecht, was daarna journalist en wijdde zich vervolgens geheel aan de christelijk-sociale beweging, maar verdedigde als Kamerlid steeds het regeringsbeleid. Bekwaam woordvoerder economische zaken van de ARP-fractie, die zich echter ook met vele andere onderwerpen bezighield. Meer dan veertig jaar lid van de gemeenteraad in Arnhem en enige tijd wethouder. Workaholic. Zijn prestige als Kamerlid bleek onder meer uit het feit dat hij enige jaren ondervoorzitter van de Kamer was.
- Biografisch Portaal: 38087043
- Digitale Bibliotheek voor de Nederlandse Letteren: smee020
- International Standard Name Identifier: 0000 0003 9394 7801
- Nederlandse Thesaurus van Auteursnamen: 067576133
- Parlement.com: vg09ll8wrcz3
- Système universitaire de documentation: 129886696
- Virtual International Authority File: 288328172
- WorldCat: E39PBJfCtBdwH4YrhmjBcFKjmd